# Dějiny Litvy

Státní znak Litevské republiky

Dějiny Litvy počínají příchodem Baltů asi 3000–2000 př. n. l. První písemné zmínky o Litevcích, patřících do skupiny baltských národů, se datují do roku 1009 n. l. Litevci později dobyli sousední země a ve 13. století založili Litevské velkoknížectví (a krátkodobé Litevské království). Velkoknížectví bylo úspěšným a dlouho trvajícím válečnickým státem. Střežilo si svou nezávislost a křesťanství přijalo teprve ve 14. století jako jedna z posledních zemí v Evropě. V 15. století se tato obávaná mocnost stala největším státem Evropy díky dobytí rozsáhlých oblastí Rusi, obývaných velkými skupinami Východních Slovanů. Krewskou unií, ustanovenou roku 1385, se velkoknížectví osobou panovníka spojilo s Polskem. Pozdější Lublinská unie, uzavřená roku 1569 dala vzniknout unii reálné, tzv. Republice obou národů. Ta přetrvala až do roku 1795, kdy posledním dělením Polska zaniklo jak Polsko, tak i Litva. Pod nadvládou Ruského impéria Litevci následně žili až do 20. století.
Dne 16. února 1918 se zrodila obnovená Litva jako demokratický stát. Zůstala nezávislá až do roku 1940, kdy ji okupoval Sovětský svaz podle ujednání paktu Ribbentrop–Molotov. Po vypuknutí války prošla Litva několikaletou okupací nacistickým Německem, aby se po válce opět vrátila do područí Sovětského svazu. Jeho součástí zůstala téměř 50 let. V letech 1990–1991 Litva opět vyhlásila nezávislost. V roce 2004 země vstoupila do NATO i do Evropské unie.

## Rané období

Kmeny na území Litvy

Předkové Litevců, Baltové, přišli na území Pobaltí již na přelomu 3. a 2. tisíciletí př. n. l. První zmínka o nich se nachází v práci římského historika Tacita. Území, jež Baltové obývali, se rozprostíralo od řeky Visly po řeku Daugavu a od Baltského moře po Dněpr. Baltové se postupně rozdělili na několik kmenů, k nimž patřili Kurové, Žemaiti, Aukštaiti, Litevci, Jotvíni, Prusové, Sélové, Latgalové a Zemgalové. Součástí tvořícího se litevského kmenového svazu se staly kmeny Aukštaitů a Žemaitů a částečně i Kurů, Zemgalů a Sélů. První zmínku o Litevcích najdeme v Quedlinburských letopisech už v roce 1009, další, o něco pozdější, zprávy pocházejí z Nestorova rukopisu.
Rozsáhlé lesy a bažinaté oblasti na území litevských kmenů umožňovaly úspěšnou obranu proti cizí expanzi. Neúspěšně dopadla např. vojenská tažení kyjevského knížete Jaroslava I. Moudrého v letech 1038 a 1040. Podobně skončily i pokusy dánských králů Knuta Velikého a Knuta IV. I když se jim načas podařilo zavázat si Litevce k placení poplatků, žádné toto úsilí nedosáhlo trvalejších výsledků.
Od 12. století započaly výboje litevských kmenů do okolních zemí. Ty jim umožnil zejména rozpad sousední Kyjevské Rusi na řadu dílčích knížectví, jež dokázala čelit jejich nájezdům jen s velkými obtížemi. Získaná kořist umožnila hromadit náčelníkům válečných družin větší bohatství, což vedlo k posilování jejich moci a růstu společenských rozdílů. V zájmu prosazení své moci nevedli litevští velmoži boje jen se svými sousedy, ale i mezi sebou. Na části litevského území, zejména ve Žmudi a povodí Něretvy, prováděli své válečné operace také členové Řádu německých rytířů, nejvýznamnější oblasti Litvy však zůstaly od těchto výbojných snah uchráněny. Jejich přítomnost, přestože s nimi někteří litevští velmoži taktéž spolupracovali, pomáhala sjednotit jednotlivé části formujícího se litevského etnika ke společné obraně.
Přesto byla Litva stále jen křehkou konfederací raně feudálních knížectví. V roce 1219 byla podepsána smlouva mezi haličsko-volyňským knížetem a 21 litevskými vládci. Mezi nimi je připomínáno i jméno knížete Mindaugase, který do roku 1250 získal rozhodující vliv nad převážnou částí litevského území.

## Etymologický původ názvu země

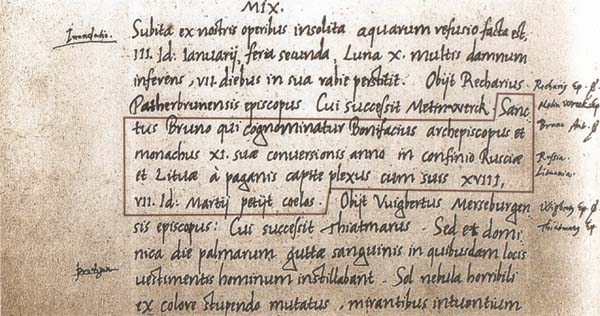
První zmínka o Litvě (v genitivu: Lituae) v Quedlinburské kronice z roku 1009

Jméno Litvy (ve slově Lituae v genitivu; 1. pád by tedy byl "Litua") bylo poprvé zmíněno v Quedlinburské kronice dne 9. března 1009 v zápise o smrti svatého Bruna. Bruno pokřtil Netimera, jednoho z lokálních (patrně jotvingského) knížat a jeho blízké. S tím nesouhlasil jeho bratr Zebeden, který nechal Bruna i s jeho svitou stít.[zdroj⁠?!] O téže události (ovšem již bez zmínky o názvu Litvy) píše také Thietmar Merseburský a datuje ji na 14. února 1009. Toto datum je důvěryhodnější, protože Thietmar byl příbuzným a spolužákem Bruna, stýkal se s jeho otcem a patrně právě on napsal nedochovanou knihu "Kniha o Brunonově činnosti".
Existuje několik verzí původu jména země. V západních zemích převládá názor, že název Litva vznikl z litevského slova lietus, což znamená déšť. Litva je tedy podle nich země deště. S tím se však nelze ztotožnit, neboť existuje mnoho jiných zemí, kde prší častěji než v Litvě, ale jejich jména nejsou odvozena od slova déšť.[zdroj⁠?!] Sami Litevci tuto verzi berou pouze anekdoticky, např. v textu písně úryvek "...Lietuva, kur lietus lyja..." – "...Litva, kde prší...".[zdroj⁠?!]
Litevský jazykovědec Kazimeras Kuzavinis tvrdí, že jméno země pochází z názvu vodního toku Lietauka,[zdroj⁠?!] jehož název byl slovanismem (správný název byl Lietava). Podle něj právě tato řeka dala jméno jednomu z litevských regionů a později i celé Litvě. Lietauka je v současnosti pravým přítokem řeky Neris. Je to 11 km dlouhý vodní tok, který se nachází 30 km od města Kernavė, tehdejšího důležitého politického centra litevského státu.[zdroj⁠?!] Avšak v jeho větší blízkosti nebyly nalezeny žádné archeologické památky a sotva tam co mohlo být, protože to bylo bažinaté místo. Říčka je příliš nevýznamná (pouze 11 km) aby mohla dát jméno celé zemi. Proto tuto verzi lingvisté většinou odmítají.[zdroj⁠?!]
Simas Karaliūnas navrhl originální hypotézu, že název Litvy souvisí s německým slovem leiten  (vést, velet). Toto slovo je pokládáno za odvozeninu indoevropského prajazyka, která v minulosti mohla být i v litevštině. Název prý zpočátku znamenal "vojsko" a tuto souvislost leiten  – vojsko potvrzují i historické dokumenty.[zdroj⁠?!]
Artūras Dubonis na základě historických údajů uvedl teorii, že původní forma ethnonyma byla leitis. To, že kmen slova liet- pochází z původního leit- bylo lingvistům známo již dříve. A. Dubonis dokázal, že označením leitis byli Litevci nazýváni v některých zdrojích z 14.–15. století a to dalo název určité specifické vrstvě zemanů Velkoknížectví litevského. Leitis totiž mělo zhruba tyto významy:
1. Vrstva sloužících velkoknížeti: vlastnili polnosti ve vlasti, vydržovali jeho koně, platili daně přímo panovníkovi, sloužili mu za vojenských tažení. Panovníkovi vojáci, také vybírali mýtné. Po zesílení pozic šlechty se stali pro panovníka již nepotřebnými a brzy zanikli, někteří se sami stali šlechtici.[zdroj⁠?!]
2. Věc, záležitost.[zdroj⁠?!]
3. Název národnosti (Litevců) ve 14.–15. století. Občas takto byli nazýváni všichni Litevci kromě Žemaitiů (Žmuďanů).[zdroj⁠?!] V lotyštině se termín Leitis množné číslo Leiši jako alternativní k novějšímu Lietuvietis udržel až dosud. Mimo jiné, stejného původu – ovšem s jiným směrem variací – je i název Lotyšska (Lettonia).

## Zrod litevského státu

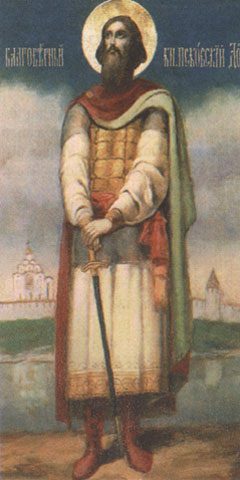
Daumantas Pskovský

Stát, který Mindaugas založil, měl charakter raně feudální monarchie, v níž kníže, opírající se o své družiníky, samostatně řídil vnitřní i zahraniční politiku země.
Ze začátku se nový stát musel vypořádat s expanzí německého a livonského rytířského řádu. Právě druhý zmíněný měl být jakousi spojkou žemajtského knížete Vykintase, která měla pomoci svrhnout Mindaugase z trůnu. Aby předešel dobytí Litvy křižáky a zvítězil v boji proti svým litevským protivníkům, přijal Mindaugas v roce 1251 křesťanství a získal tak papežovu podporu. O dva roky později, v létě 1253, byl kníže Mindaugas korunován za litevského krále. Zároveň odstoupil křižáckému řádu Žemaitsko, kde měli hlavní slovo novému králi oponující velmoži. Křižácká vláda zde však netrvala dlouho – v bitvě u jezera Durbe byla řádová vojska Žemajci poražena. Vzhledem k sílícím protikřesťanským tendencím však v roce 1261 Mindaugas zavrhl křesťanství, přerušil mírové vztahy s křižáky a za spojenectví s Alexandrem Něvským a obnovení dohody s Žemaity pokračoval v boji proti nim. Ani to však již nedokázalo uklidnit nepřátelsky naladěné litevské velmože. Toho využil jeho synovec Trianet, který společně s knížetem Daumantasem nechal Mindaugase svrhnout a zabít, aby se poté sám ujal vlády. Nového panovníka však po půlročním vládnutí sesadil a zavraždil za pomoci ruských vojáků Mindaugasův syn Vaišvilkas. Na prázdný trůn tak usedl Mindaugasův syn Vaišelga, který původně nastoupil dráhu pravoslavného mnicha. Daumantas musel utéct do Pskova, odkud pořádal se svou družinou po dlouhou dobu na litevské území nájezdy.
V roce 1267 byl Vaišelga zabit v bojích s haličským knížetem Lvem. Po jeho smrti se na trůn dostal Traidenis (1269–1281), který pokračoval v boji proti křižákům. Za doby jeho vlády se podařilo získat několika vítězství nejen proti nim, ale i proti Tatarům, kteří uspořádali proti Litvě roku 1275 vojenskou expedici. O vývoji dalších několika let není mnoho zpráv, Litva nicméně znovu uspěla v obraně proti křižákům, kteří se zaměřili na opětovné získání Žmudi, žádný vládce ale nedokázal definitivně upevnit svojí moc. Novou expanzi započal litevský kníže Vytenis (1295–1316), kterému se mimo to podařilo stabilizovat vnitropolitickou situaci. V roce 1298 byla mezi ním a obyvateli Rigy podepsána smlouva proti Livonskému řádu.

## Litevské velkoknížectví

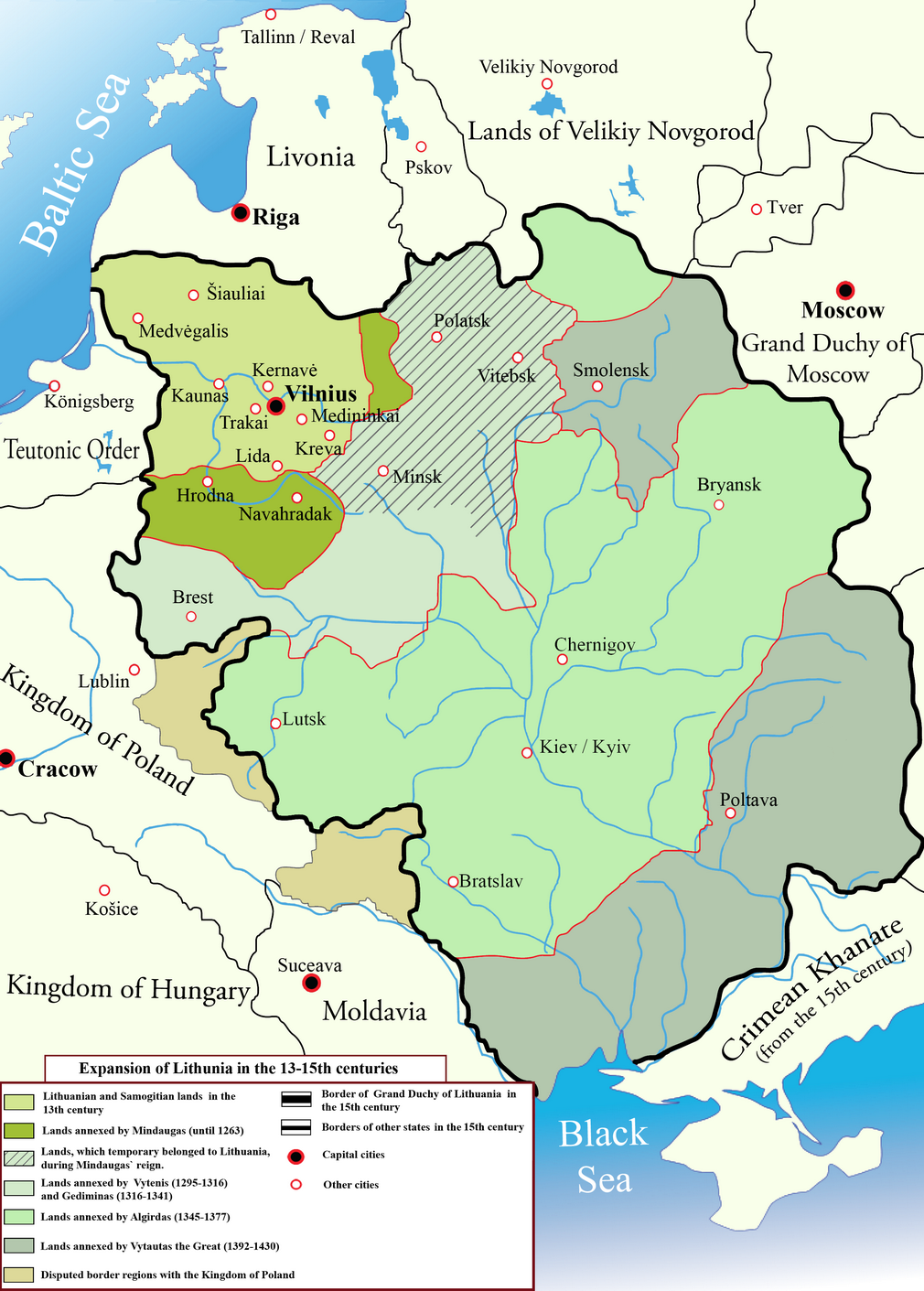
Postupný růst litevského státu

V první polovině 14. století došlo ve východní Evropě k ustavení silného státu – Litevského velkoknížectví. Za svůj vznik vděčí knížeti Gediminasovi (1316–1341), kterému se podařilo úspěšnou kombinací diplomacie a vojenských zásahů nejen ubránit své země před ohrožením ze strany německých rytířů, ale i rozšířit svůj vliv do oblasti ruských knížectví. Navázal tak na politiku svých předchůdců, kterým s nepodařilo získat v oblasti Černé Rusi významná města Novogrodek a Grodno. Sňatkovou politikou se mu podařilo získat Vitebsko, dále ovládl Minsk a roku 1323 obsadil Kyjev. Následovalo připojení Smolenska roku 1340, následovaný Pinskem a Turovem. Svůj vliv udržoval taktéž v oblasti pskovské obchodnické republiky, kontakty udržoval i s Novgorodem. Při správě nově získaného území charakterizovala jeho vládu zejména značná tolerance vůči domácím zvyklostem, zároveň i stejná benevolence vůči pravoslavným a západním křesťanům. Sám Gediminas však na křesťanství nepřestoupil a zůstal nadále pohanem. Napojení na obchodní trasy, stejně jako dostatečné zázemí umožňovaly Gedminasovi úspěšně čelit nejen německým rytířům, ale i Tatarům, kteří ve spojení s ruskými knížaty zaútočili v letech 1338 a 1339 na Litvu. V obou případech se podařilo litevskému vládci tyto útoky odrazit.
Po Gediminasově smrti roku 1341 připadlo knížectví jeho synům. Za velkoknížete byl vybrán Jaunutis, jenž sídlil v rodící se litevské metropoli Vilnius. Nepříliš aktivního Jaunutise sesadili jeho dva další bratři Kęstutis a Algirdas, kteří si rozdělili správu litevského státu. Zatímco Kęstutis se staral o obranu německých útoků ze západu, Algirdas získal titul vrchního vladaře a spolu s ním i vládu na východě. Za vlády tohoto panovníka se podařilo definitivně připojit území Kyjeva, zároveň získat Černihiv, Novhorod-Siverskyj a Brjansk. Přestože se mu nepodařilo získat ve spojení s tverským knížetem na přelomu 60. a 70. let Moskvu, zahrnovala nyní Litva tři pětiny území bývalého kyjevského státu.
Po Algirdasově smrti v roce 1377 se v zemi znovu začalo bojovat o trůn. Korunu a titul velkoknížete Litvy získal Algirdasův syn z druhého manželství – Vladislav II. Jagello (Jogaila). Syn z prvního manželství, Andrius, utekl do Moskvy žádat o podporu. V Moskvě ho přijali a dali mu za úlohu vybojovat od Litevského velkoknížectví území okolo Novgorodu. Jogaila se v bitvě proti svému nevlastnímu bratrovi obrátil o pomoc na svého spojence[kdo?] se slibem, že přijme křesťanství. Jogaila podepsal roku 1380 tajnou smlouvu, o níž Kęstutis nevěděl. Se zabezpečeným zázemím se pak Jogaila vydal se svým vojskem na pomoc tatarskému emírovi Mamajovi bojujícímu na Kulikově poli proti Dmitriji Donskému. Chtěli společně potrestat Moskvu za podporu Andriuse a spravedlivě se s Mamajovým spojencem Olegem Rjazanským podělit o území moskevského knížectví. Na Kulikovo pole však Jogaila dorazil pozdě. Tataři byli poraženi a v bitvě jich mnoho padlo. V té době se Kęstutis dozvěděl o tajné dohodě mezi Jogailem a jeho spojenci. V roce 1381 obsadil Vilnius, vyhnal odtud Jogailu a poslal ho do Vitebska. V době Kęstutisovy nepřítomnosti se Jogaila spolu se svým bratrem Skirgailem do Vilniusu vrátil a spolu s městem Trakai ho obsadil. Kęstutis a jeho syn Vytautas byli zatčeni a uvězněni v krakovském zámku.[zdroj⁠?!] Kęstutis byl pravděpodobně zabit, ale Vytautasovi se podařilo uprchnout. Vladislav II. Jagello začal vládnout sám.
V roce 1383 zaútočil Vytautas s pomocí žemajtských baronů opět na litevské velkoknížectví. Spojenci obsadili Trakai a vypálili Vilnius. V této situaci byl Jogaila nucen hledat pomoc v Polsku. V roce 1385 byla mezi litevským velkoknížectvím a Polskem uzavřena dynastická Polsko-litevská unie. V následujícím roce Jogaila přijal křesťanství, dostal jméno Vladislav, oženil se s polskou královnou Hedvikou I. a stal se polským králem – zakladatelem dynastie Jagellonců. Jagellonci panovali v Polsku a Litvě déle než 200 let. Vytvořením unie Jogaila prakticky založil Vilniuskou diecézi, učinil z Litvy křesťanskou zemi a litevské feudály, kteří přijali křesťanství, zrovnoprávnil s Poláky. Z Vilniusu se stala samosprávní oblast.
Vytautas, který ještě nějaký čas proti Vladislavovi bojoval, se v roce 1390 vrátil do Litvy. V roce 1392 uzavřel s Vladislavem mírovou dohodu. Dostal území Trakaiského knížectví a fakticky se stal na 38 let panovníkem Litvy (1392–1430). V letech 1397–1398 pozval do země Tatary a karaity a usídlil je ve městě Trakai. Upevnil hranice litevského státu a rozšířil jeho území. Omezil moc vládců jednotlivých knížectví a učinil je svými zástupci. V roce 1395 byl k litevskému velkoknížectví připojen Smolensk. Pokusy připojit i Novgorod a Pskov nevyšly. Vytautasův tehdejší stát se rozprostíral mezi Baltským a Černým mořem. Aby si zabezpečil dobré východisko v boji proti řádu německých rytířů, podepsal smlouvu s moskevským knížetem Vasilijem I., který měl za ženu jeho dceru Sofii. Hranici těchto dvou knížectví tvořila řeka Ugra.
Po pokřesťanštění Litvy už křižáci nemohli vykonávat svoji válečnou politiku. Papež Bonifác IX. jim v roce 1403 dokonce zakázal bojovat proti Litevcům. Bez ohledu na to křižáci v roce 1409 znovu Litvu napadli. Tehdy se Vladislav II. a Vytautas dohodli, že budou jednat společně. Shromáždili vojsko o síle asi 90 pluků a vytáhli na město Malbork, aby ho obsadili. V červenci 1410 spojené polsko-litevské vojsko vstoupilo na území řádu německých rytířů a postupovalo k Malborku. Bitva, v níž se Vytautas proslavil svým vojevůdcovským talentem, se odehrála poblíž vesnic Tannenberg a Grunwald (bitva u Grunwaldu). Křižáci v ní ztratili velký počet vojáků včetně svého velmistra Ulricha von Jungingen. V roce 1411 byla s křižáky podepsána mírová smlouva. Všechna jejich územní práva v Litvě zrušil papež Jan XXIII. o 4 roky později v roce 1415. Vztahy obou stran vyřešila následná Melnská dohoda podepsaná v roce 1422. Jejím výsledkem bylo zabezpečení práv Litvy na Žemajtsko s výjimkou území Klaipėdy a jejího přístavu.
Vytautas nezanechal žádného potomka. Proto se po jeho smrti vedly boje o trůn mezi Švidrigailem a mladším Vytautasovým bratrem Žigimantasem (Žigmund). Švidrigail se snažil stát samostatným litevským králem, který by vládl bez vlivu Polska, byl však polskými magnáty svržen z trůnu. Jeho pokusy získat zpět litevské velkoknížectví nebyly úspěšné. Žigmund, který se stal litevským knížetem v roce 1432, byl roku 1440 zavražděn litevskými velmoži. Po krátkém panování Vytautasova mladšího bratra se na trůn dostal jen třináctiletý Jogailův syn Kazimiras Jogalaitis, který se už roku 1447 stal polským králem jako Kazimír IV. Za jeho vlády však litevské území postupně zesláblo, a tak hlavní roli v tomto období hrála Panská rada, která zastávala zájmy silných feudálů. Postupně rostlo šlechtické pozemkové vlastnictví.
V letech vlády litevského knížete Alexandra (1492–1506, polským králem byl od roku 1501) a Zikmunda I. Starého (1506–1548) se zostřily vztahy s moskevským státem. Alexandr I. se v této situaci rozhodl oženit s dcerou Ivana III. Jelenou, aby tak zabezpečil mírové vztahy s Moskvou. Avšak Ivan III. využil manželský svazek své dcery ve prospěch svých vlastních zájmů. Obvinil Alexandra, že se Jelenu pokouší násilím přinutit, aby přestoupila na katolickou víru, a tak „pán celé Rusi“ vyhlásil Litvě válku. Roku 1503 byla uzavřena mírová smlouva, na jejímž základě ztratilo litevské velkoknížectví téměř třetinu svého území s dvaceti městy včetně Černihiva, Novgorodu, Homeľu (Gomel), Branska a území Dobrudže. V druhé válce v roce 1514 ztratilo i Smolensk.
Roku 1522 si litevští velmoži zvolili za panovníka Zikmunda II. Augusta (polský král od roku 1548). Za jeho vlády se v roce 1528 konalo první sčítání obyvatel litevského velkoknížectví spojené s náborem vojáků do vojska. Podle výsledků sčítání tehdy žilo na území země 750 000 obyvatel. Roku 1529 byly zavedeny první litevské stanovy – písemný soubor právních norem. V roce 1557 panovník uskutečnil zemědělskou reformu. Veškerá půda byla rozdělena na kategorie v závislosti podle úrodnosti a výměry. Rolníci, seskupení na venkově, měli právo volit si lidi do své administrativy. Z rolníků, kteří neměli právo vlastnit zem, se stali nevolníci.
Litevské velkoknížectví vedlo s Ruskem válku o přístup k Baltskému moři. Tato válka vstoupila do historie pod jménem Livonská válka (1558–1583). V roce 1561 se Livonsko stalo součástí knížectví s právy autonomní oblasti. Ve stejné době se Ivan IV. Hrozný pokoušel vniknout na území Litvy, což se mu podařilo. V roce 1564 obsadil Polock. V této situaci bylo důležité navázat úzký svazek s Polskem. Tak vznikla roku 1569 podpisem smlouvy známé jako Lublinská unie šlechtická Republika Koruny polské a Velkého knížectví litevského neboli Republika obou národů — Polsko-litevská unie, která měla nejen společného vládce, ale také sejm, měnu, zahraniční a obrannou politiku; obě země si však ponechaly určitou autonomii a vlastní úřady, soudy a vojsko.

## Republika obou národů (Polsko-litevský stát)

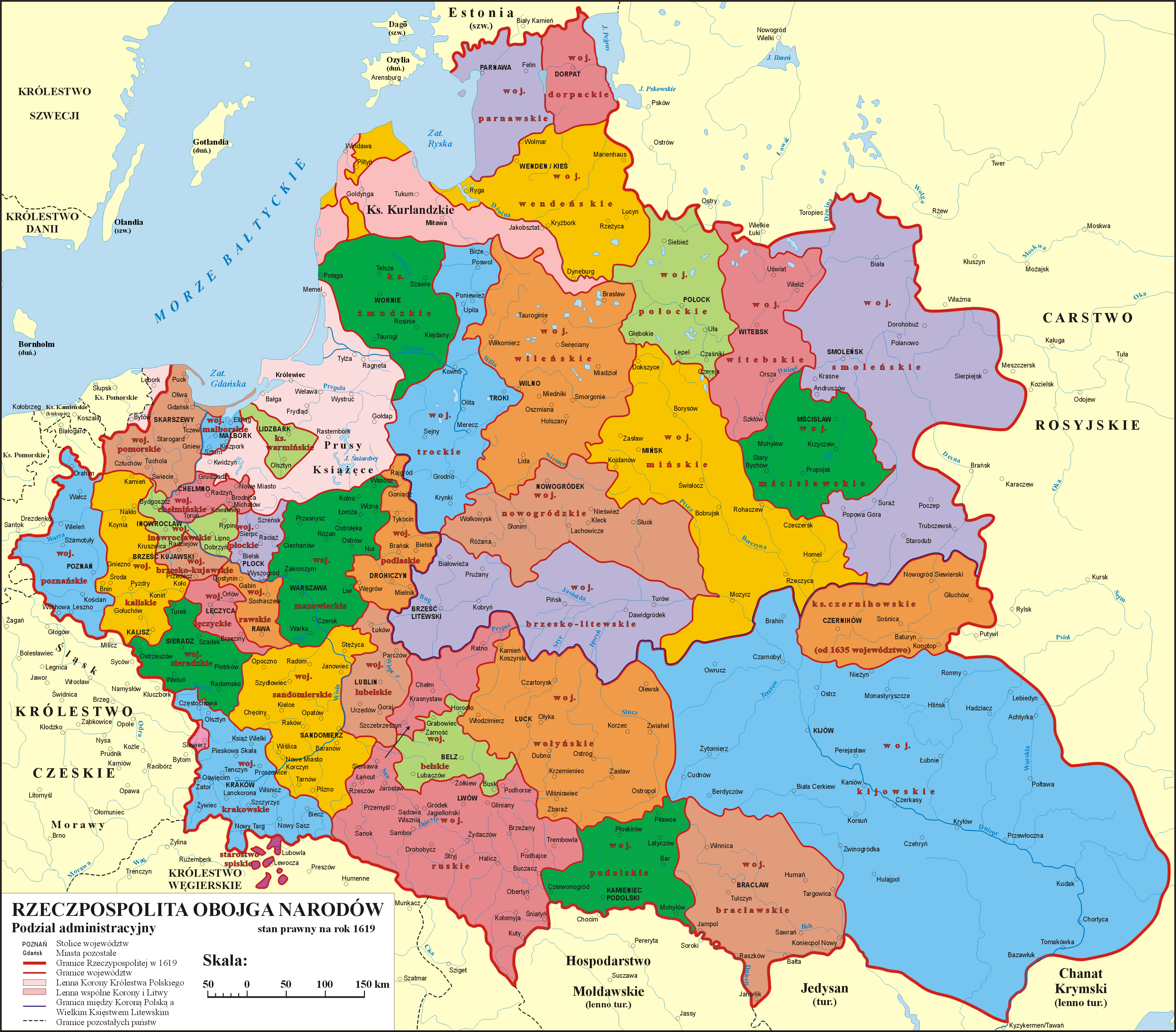
Území Polsko-litevského státu v 17. století

Podle lublinské unie byly Polsko a Litva federativním státem, v jehož čele stál společný král. Volil jej společný Sněm polských a litevských feudálů. Litva měla své území a hranice, vlastní administrativní aparát a právní, finanční a vojenský systém. Polští šlechtici měli právo svobodně získávat litevská území a litevští polská. Po smrti posledního Gediminasova potomka Zikmunda II. Augusta stáli v čele státu králové, kteří se o svoji zemi příliš nestarali. Veškerá moc byla soustředěna v rukou Sněmu, který se skládal z velvyslanců (dolní komora šlechty) a senátu (vrchní komora magnátů). Prvním králem Polsko-litevského státu byl Jindřich Valois, který však po několika měsících tajně utekl do Paříže, aby nastoupil na francouzský trůn.
Po vážných sporech, jež však nepřerostly ve válečný konflikt, se novým králem stal Štěpán Báthory (1576–1586). V letech jeho vlády byla založena Vilniuská univerzita (1579) a vyšly první tištěné dějiny Litvy (Kronika Macieje Stryjkowského). Skončila i Livonská válka, díky níž musel car Ivan Hrozný přiznat Litvě Livonsko a Polocko. Nový král Zikmund Vasa vstoupil do války se Švédskem (1600–1629) a Ruskem (1609–1618). V roce 1610 utrpěla ve válce rusko-švédská vojska porážku. V Moskvě došlo k puči, jehož výsledkem byla svržení Vasilije Šujského z trůnu. Novým carem se stal Zikmundův syn Vladislav Vasa. Polsko-litevské vojsko napadlo Moskvu, avšak již v roce 1612 bylo poraženo dobrovolnickou armádou Kuzmy Minina a Dmitrije Požarského. O rok později se ruským carem stal Michail Romanov. Válka s Ruskem skončila dohodou (1619), podle níž získala Litva Smolensk a Polsko Novgorod a Černihiv. Král Vladislav Vasa se však práv na ruský trůn nevzdal. První válka se Švédskem neskončila pro Litvu úspěšně – ztratila Rigu, Derpt a pevnosti v Prusku.

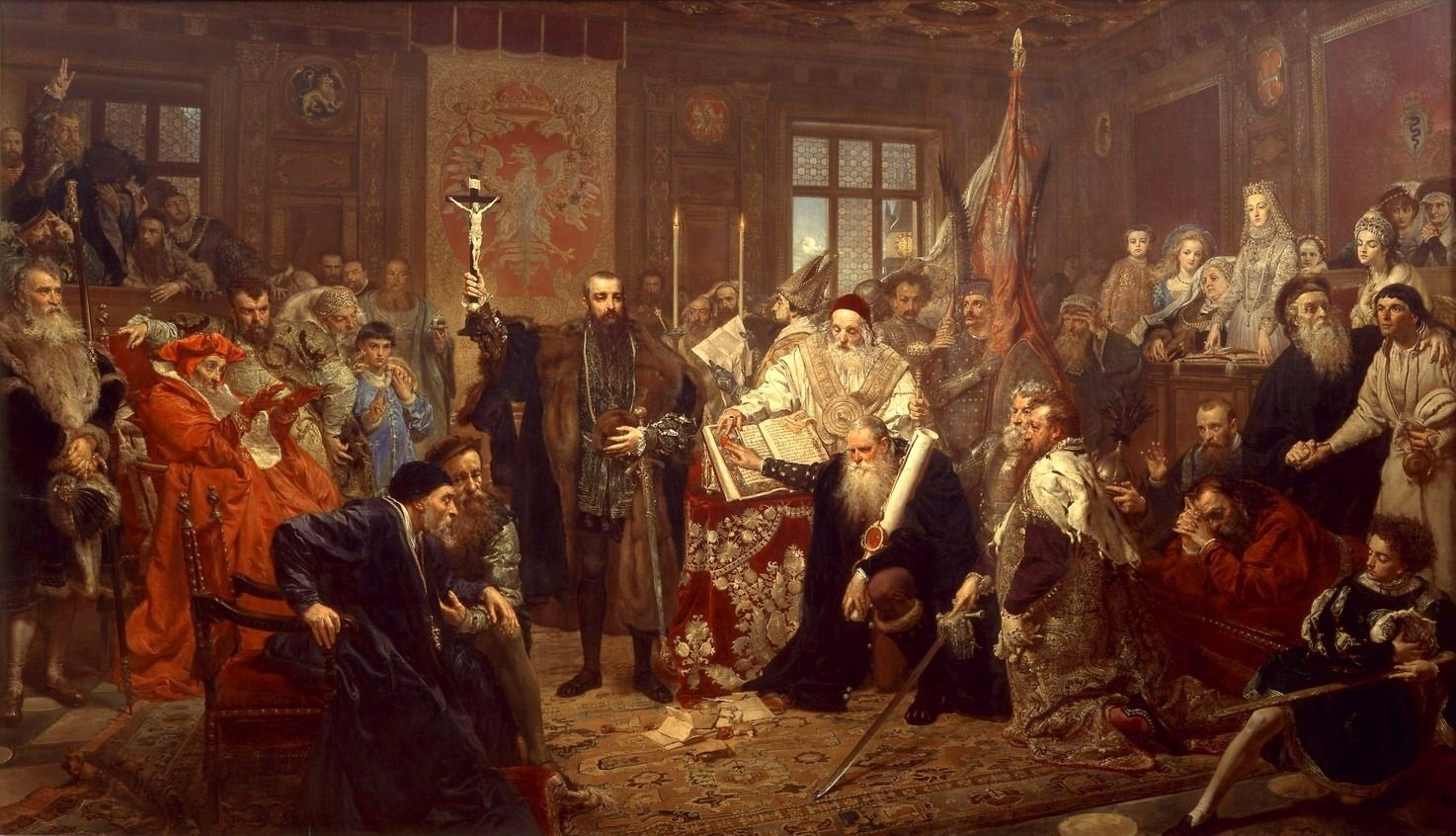
Lublinská unie

Za vlády Vladislavova mladšího bratra Jana Kazimíra (1648–1668) prožíval stát těžké období. Sněm přijal zákon Liberorum veto, podle něhož mohl kterýkoli šlechtic pozastavit přijetí jakéhokoli zákona, což samozřejmě značně ztěžovalo práci Sněmu. V roce 1648 vypukla na Ukrajině kozácká vzpoura, kterou vedl ukrajinský hejtman Bohdan Chmelnický. Ukrajinský parlament vyhlásil v roce 1648 sjednocení Ukrajiny s Ruskem a téhož roku napadla ruská armáda Polsko-litevský stát a obsadila velkou část Litvy. V roce 1655 oblehli vojáci Vilnius. Okupace města trvala šest let. V té době vtrhli na polské a litevské území Švédové. Během několika měsíců se jim podařilo obsadit téměř celé území Polsko-litevského státu včetně hlavního města Varšavy. Výsledkem byl podpis dohody, jež umožnila, aby se švédský král stal litevským knížetem. Avšak část litevského vojska, která s touto dohodou nesouhlasila, pokračovala v bojích. Rusko, které se obávalo, že je Švédové napadnou, vstoupilo na jaře roku 1656 do války proti Polsko-litevskému státu. Mír mezi Švédskem a Polsko-litevským královstvím byl podepsán v roce 1660. Na jeho základě byly mezi oběma státy zachovány předválečné hranice. Dohoda s Rusy, známá jako tzv. Andruská dohoda, byla podepsána roku 1667 a stala se základem „věčného míru“ uzavřeného o rok později (1668). Polsko-litevský stát ztratil část levobřežní Ukrajiny a Kyjev a jeho hranice s Ruskem se až do roku 1772 nezměnily.
Díky válkám stát značně zeslábl. Počet obyvatel Litvy klesl o 40 procent. Příčinami tohoto poklesu byly válka, hlad a epidemie. Řada vesnic zůstala opuštěná. Polsko-litevský stát ztratil svoji suverenitu. Po ekonomické krizi propukla v zemi i krize vnitropolitická. Jan Kazimír odstoupil a na trůně jej vystřídal nepříliš zkušený státník Michał Korybut Wiśniowiecki (1669–1673). Jeho následník Jan Sobieski (1674–1696) porazil ve spojenectví s Habsburky v bitvě u Vídně 12. září 1683 osmanské Turky a zastavil jejich pronikání do Evropy. Ani jemu se však, i přes značný talent, nepodařilo zastavit vnitřní krizi Polsko-litevského státu. Kvůli Liberorum veto se mu dokonce nepodařilo svolat ani zasedání Sněmu.

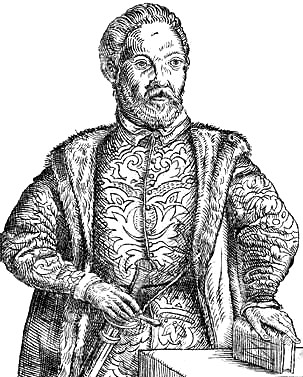
Maciej Stryjkowski

Rok po smrti Jana Sobieského došlo k volbě nového krále. Účastníci Sněmu pečlivě vybírali z řady polských a litevských kandidátů takového, který by si dovedl poradit s tehdejší situací v zemi. V tomto období Sněm schválil, že se vedle litevštiny může používat i polština. Rozhodnutí Sněmu urychlila politickou a kulturní integraci Litvy a Polska. Králem byl zvolen saský kurfiřt August II. Silný (1697–1773).
V roce 1700 se Polsko-litevský stát opět ocitl ve válečném víru. Tentokrát se jednalo o druhou válku se Švédskem v letech 1700–1721. Obyvatelstvo Litvy se rozdělilo na dva tábory. Jeden podporoval Augusta II. a Rusko a druhý Švédsko. Litevská města se ocitala střídavě v ruských či ve švédských rukách. V letech 1708–1711 se k válce přidaly ještě neúroda a mor. Litva ztratila třetinu obyvatelstva. Vztahy mezi králem a šlechtou se opět přiostřily. Nakonec se do celé záležitosti rozhodl vložit car Petr Veliký (1672–1725). Pod jeho tlakem se v roce 1717 konal němý sněm, na němž nikdo nedostal v diskusi slovo. Usnesení sněmu stanovilo omezený počet vojáků v armádě, zákaz králi vstupovat samostatně do války a omezení pravomocí místních malých sněmů. Liberorum veto však zůstalo zachováno. Jelikož se garantem plnění rozhodnutí sněmu stal Petr Veliký, mohlo se od té doby Rusko otevřeně zajímat o situaci v Polsko-litevském státě.
V roce 1733 zvolil Sněm za krále zastánce reforem Stanisława Leszczyńského (1677–1766). To se však nelíbilo Rakousku ani Rusku, a tak na území Polska vtrhla třicetitisícová ruská armáda. Leszczyński utekl a nový Sněm navrhl na post panovníka syna Augusta II. – Augusta III. (1734–1763). Král trávil většinu času v Sasku, takže vládu v Polsku a v Litvě vykonávali příslušníci vysoké šlechty. Ani oni však nevládli slavně – ze čtrnácti svolaných sněmů skončil pouze jediný přijetím usnesení. Ostatní sněmy byly zrušeny.
Roku 1764 se s požehnáním Kateřiny Veliké (1729–1796) stal králem Stanislav August Poniatowski (1764–1795). Byl velmi dobře obeznámen s osvícenskými ideály, a proto se pokoušel o politiku osvícenského absolutismu. Vážil si umění, podporoval budování manufaktur, začal uskutečňovat reformy, jež měly za úkol udržet královskou moc. To se však nelíbilo Kateřině Veliké, jež pod záminkou ochrany práv pravoslavné šlechty vyslala v roce 1767 na území Polsko-litevského státu ruská vojska vedená generálem Suvorovem (1729–1800). V roce 1770 navrhl pruský král Fridrich Veliký carevně rozdělit území Polsko-litevského státu mezi tři susední mocnosti. A tak si v letech 1772, 1793 a 1795 Rusko, Prusko a Rakousko toto území rozdělily. Větší část Litvy získalo Rusko, menší připadla Prusku. Na základě smlouvy, kterou 15. ledna 1797 podepsali v Petrohradě představitelé těchto tří zemí, přestal Polsko-litevský stát existovat.

## Litva jako součást Ruského impéria
Litevské území, jež bylo součástí Ruského impéria, se v roce 1801 rozdělilo na vilniuskou a grodnenskou gubernii. Obě dvě ovládal generální gubernátor Litvy z Vilniusu. Po vítězství nad Napoleonem dostalo Rusko podle usnesení Vídeňského kongresu z roku 1815 větší část polského území a také část území Litvy. Na tomto území začal platit Napoleonův občanský zákoník. Car Alexandr I. (1777–1825) dal Polsku novou ústavu.
V roce 1817 byl ve Vilniusu založen vlastenecký studentský spolek Filomatů a v jeho rámci pak roku 1820 i tajný spolek Filaretů. Jejich členem byl i známý polský spisovatel Adam Mickiewicz (1798–1855). V roce 1822 byly oba spolu s jinými podobnými spolky zrušeny a mnozí studenti byli vykázáni z Litvy. V letech 1830–1831 vypuklo v Litvě protiruské povstání, jež se sem rozšířilo z Varšavy. Jeho cílem bylo znovuobnovení Polsko-litevského státu. Poté, co bylo povstání potlačeno, byla v rámci odvetných opatření zrušena polská ústava, rozpuštěn Sněm a došlo i k uzavření vilniuské a Varšavské univerzity. Litevské území dostalo název „Severozápadní kraj“. V Žemjatské diecézi vzniklo několik litevských škol, jejichž počet dosáhl v polovině 19. století čísla 200. V letech 1858–1864 začaly být pod vedením biskupa Mateuse Valančiuse zakládány vzdělávací spolky, jež byly v rolnickém prostředí velmi populární. Jelikož se díky nim šířilo mezi lidem litevské národní povědomí, byly carskou vládou zakázány.

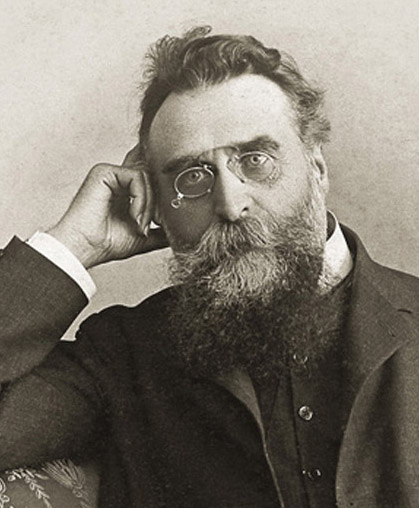
Dr. Jonas Basanavicius (1851-1927)

V lednu 1863 začala v Polsku a Litvě celoroční příprava na povstání, jež zasáhlo i běloruské území. V Litvě stáli v čele tohoto povstání Antanas Mackevičius, Kastus Kalinouski a Žigmund Serakovskij. Generální gubernátor Michail Nikolajevič Muraviev však povstání vojensky potlačil. S povstalci se krutě vypořádal, za což si vysloužil přezdívku „popravčí“. Hlavní představitele dal popravit a ostatní poslal do vyhnanství na Sibiř. Muraviev začal uplatňovat rusifikační politiku, což se projevilo zavíráním polských a litevských škol a podporou ruského duchovenstva. To vše vyvrcholilo roku 1864 zákazem tisku litevských knih psaných latinkou.
Právě v této pohnuté době se v letech 1867–1870 ve východním Prusku zformovala celá síť tiskáren, v nichž se tiskly latinkou psané litevské knihy, a odtud se tajně pašovaly do celé Litvy. V letech 1883–1886 začal v Litvě vycházet první ilegální časopis v litevštině nazvaný Aušra (Svítání). Jeden z jeho zakladatelů a vydavatelů Jonas Basanavičius v něm publikoval články o litevském jazyce a o dějinách a kultuře litevského národa. Vznik časopisu podnítil zrod litevské národní inteligence a rozvoj litevského národního povědomí. Od té chvíle lze hovořit o začátku národně osvobozeneckého hnutí v Litvě. V roce 1889 vznikl další ilegální časopis Varpas (Zvon). Jeho ideologem a tvůrcem byl známý lékař a spisovatel Vincas Kudirka, jehož zlidovělá píseň Tautiška Giesmė se stala základem litevské hymny.
Litevská ekonomika konce 19. a počátku 20. století měla agrární charakter. Přestože převážná část půdy patřila většinou polské šlechtě, rozvíjelo se i rolnické pozemkové vlastnictví. Agrární politika země urychlila rozvoj vesnických usedlostí a statků. Reformy přispívaly k modernizaci technického vybavení větších i menších hospodářství a k růstu zemědělské výroby. Rozvíjela se výroba masa a mléčných výrobků, jež se vyvážely za hranice Litvy. Z měst jako Vilnius, Kaunas a Šiauliai se v této době stala průmyslová centra a hlavními průmyslovými odvětvími pak potravinářský a kovozpracující průmysl. V okolí města Klaipėda to byl dřevozpracující průmysl a výroba celulózy a papíru. Právě v těchto oblastech začaly vznikat první podniky, jež se v budoucnosti stanou filiálkami německých, ruských a polských firem. Mnoho obyvatel Litvy též emigrovalo za prací do Jižní Ameriky, Velké Británie a USA.
Na přelomu 19. a 20. století vznikla v zemi řada politických stran a organizací: Sociálně-demokratická strana Litvy, Sociální demokracie království polského a Litvy, Litevská demokratická strana, Strana demokratické jednoty národní svobody, Národně-demokratická strana, Strana křesťanských demokratů a Litevský svaz zrovnoprávněných. Do roku 1917 hlásala potřebu osamostatnění Litvy jen Litevská demokratická strana, ostatní strany byly pro autonomii státu ve svazku s Ruskem.
V roce 1904 zrušila carská vláda čtyřicet let trvající zákaz tisku knih v litevštině, což podnítilo rozvoj kulturního sebeuvědomění litevského národa. Jako houby po dešti se vyrojily různé spolky, jež si kladly za cíl zachování a rozvoj litevské kultury. Roku 1907 byl založen Litevský vzdělávací a umělecký spolek. Vznikala též amatérská hudební a divadelní tělesa vedená známými litevskými umělci. Od téhož roku se každoročně konaly i literárně-umělecké výstavy. Národně-kulturní spolky, jako například Santara, jehož vedoucí osobností byl známý spisovatel a filozof Wilhelm Vidunas, působily i v oblasti v okolí Klaipėdy a Klaipėdského kraje.

## První světová válka
Od začátku první světové války se Litva stala rusko-německým bojištěm. Němci pronikající z Pruska na podzim roku 1915 celou Litvu obsadili. Litva byla administrativně zařazena do skupiny Ober-Ost (Horní východ). Podle plánů německého velení se měla spolu s ostatními zeměmi tzv. Mitteleuropy stát loutkovým německým státem. Dne 21. září 1917 byla se souhlasem německých okupačních sil vybrána litevská vláda, která 11. prosince 1917 přijala návrh na obnovení litevského státu a vznik státního svazu s Německem. Po porážce ruské armády a po vypuknutí bolševického puče litevská vláda dne 16. února 1918 vyhlásila nezávislost své země.

## Nezávislý litevský stát

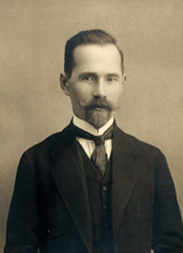
Antanas Smetona

V letech 1918–1940 byla Litva státem s ekonomikou založenou převážně na zemědělství. Roku 1922 byl přijat Zákon o zemědělské reformě, který stanovil nezcizitelnou výměru zemědělské půdy na 80 hektarů, (v roce 1929 pak na 150 hektarů). Zbytek půdy byl rozprodán bezzemkům a malorolníkům. Litevská ekonomika se orientovala na zahraniční obchod. V závislosti na jeho vývoji se v letech 1919–1929 země přizpůsobovala jeho potřebám. Ve 20. letech hrály prim mléčné výrobky, načež počátkem 30. let převzala tuto roli výroba masa. Hlavními obchodními partnery Litvy se staly Anglie a Německo. V letech 1919–1922 se moc soustředila v rukou Nejvyšší litevské rady a jejího nejvyššího orgánu (od 4. dubna 1919 prezident) a parlamentu. Prvním litevským prezidentem se stal Antanas Smetona.

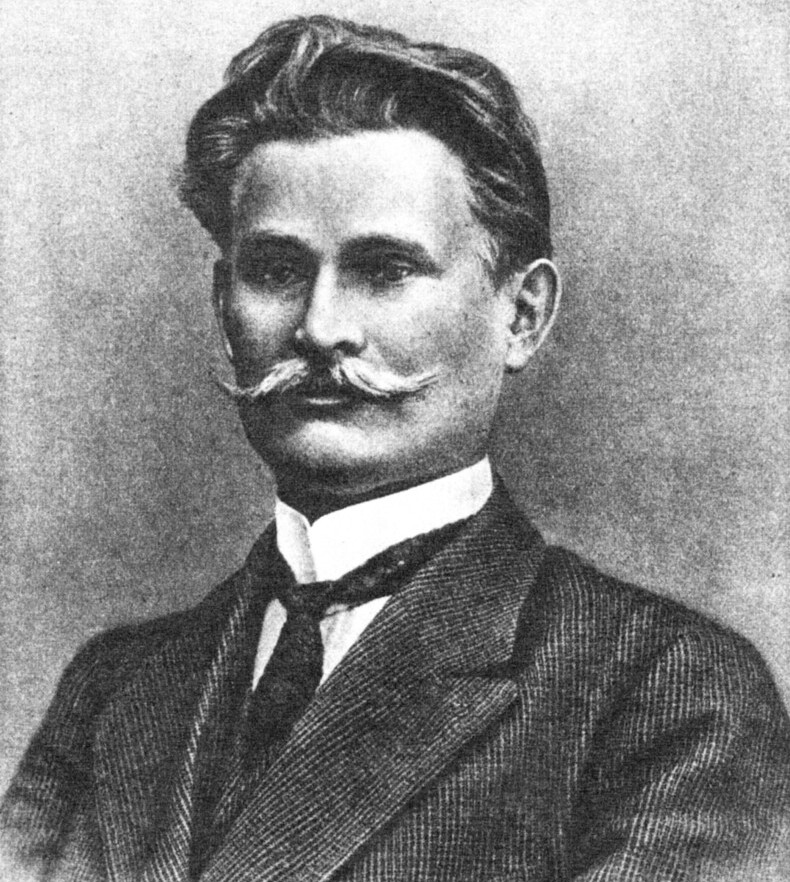
Kazys Grinius

Po volbách v květnu roku 1919 se rozvinula velká diskuse, jež vyústila v přijetí první ústavy Litevské republiky v roce 1922. Na jejím základě se Litva stala demokratickou republikou. Nejvyšším orgánem moci byl sněm, výkonnou moc měl v rukou prezident a ministři ve vládě. Také katolická církev získala značné pravomoci. Klaipėdský kraj, jenž byl součástí Litvy v letech 1923–1939, měl značnou autonomii v oblasti zákonodárné, soudní, administrativní a vzdělávací. Po státním převratu v prosinci roku 1926 zavládl v zemi autoritativní prezidentský režim. Nové ústavy z let 1928 a 1938 rozšířily práva prezidenta republiky. Prezidentský mandát trval 7 let a prezident mohl kandidovat ve dvou volebních obdobích za sebou. Měl pravomoc schvalovat zákony a rozpočet a vyhlašovat v zemi výjimečný stav.

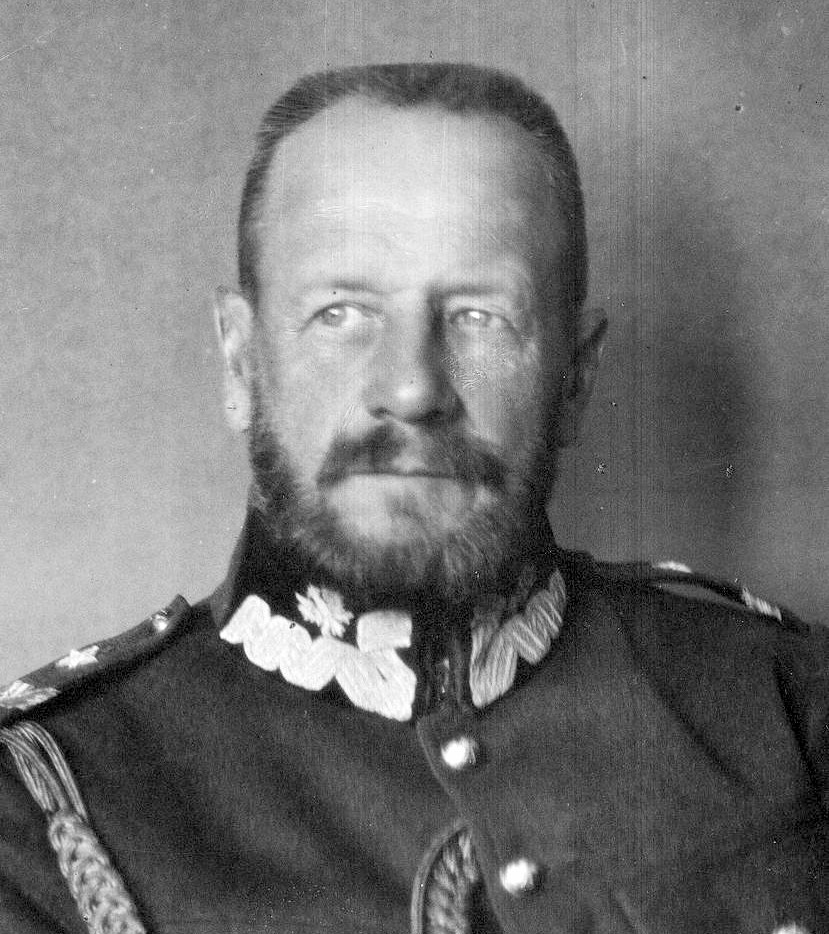
Polský gen. Lucjan Żeligowski

Do roku 1926 byla vedoucí stranou v zemi Strana křesťanských demokratů (Krikdemai, zkratka z "krikščionys demokratai"). Její předseda Aleksandras Stuginskis vykonával v letech 1920–1922 funkci prezidenta republiky a v následujících volbách byl pro období 1922–1926 oficiálně zvolen za hlavu státu. V období své vlády dala strana podnět ke vzniku celé řady katolických rolnických, mládežnických a osvětových organizací, jež měly v roce 1931 95 543 členů. Největší konkurencí byli pro KRIKDEM takzvaní národovci, kteří pod vedením Mykola Sleževičiuse založili roku 1922 Rolnickou národní stranu Litvy. Menší vliv pak měla Litevská sociálnědemokratická strana a Litevský svaz zrovnoprávněných. Kromě těchto stran působila v Litvě ilegálně také Komunistická strana Litvy. Základními tématy vzájemného politického boje těchto stran byly otázky státní ústavy, zemědělské reformy a zahraniční politiky. Volby v roce 1926 vyhráli národovci spolu se sociálními demokraty. Obě strany pak společně vytvořily koalici. Prezidentem Litvy se stal Kazys Grinius z Rolnické národní strany Litvy. Avšak v prosinci téhož roku zorganizoval Litevský svaz zrovnoprávněných za podpory křesťanských demokratů státní převrat. Prezidentem země se stal Antanas Smetona, který tento úřad zastával v letech 1927–1940. Od roku 1936 byly zakázány všechny strany kromě Litevského svazu zrovnoprávněných.

### Vilniuská otázka
Jedním ze stěžejních témat litevské zahraniční politiky byla vilniuská otázka. V říjnu roku 1920 obsadily jednotky pozdějšího polského generála Lucjana Żeligovského oblast Vilniusu ('Wilno'). Veškeré snahy litevské vlády o její navrácení včetně apelací ke Společnosti národů skončily neúspěchem. V roce 1922 byla vilniuská oblast rozhodnutím polského Sejmu připojena k Polsku. O rok později uznala Společnost národů obsazení Vilniusu Polskem za právoplatné. SSSR byl také první zemí, která uznala nezávislost litevského státu. Litva s ním totiž už v červenci 1920 podepsala smlouvu. V ní se Sovětský svaz zavázal, že na „věčné časy“ nebude zasahovat do suverenity litevského státu a nezadatelného práva litevského národa na vlastní území. V roce 1926 podepsala vláda národníků se SSSR Smlouvu o neútočení a neutralitě. 23. srpna 1939 byla pak smlouva o neútočení podepsána také mezi Německem a SSSR. Obě země si rozdělily i sféry vlivu. Tuto část dohody následně doplnily nové smlouvy z 28. srpna. Podle nich se Litva dostala do sféry vlivu SSSR. 10. října téhož roku podepsaly SSSR a Litva Smlouvu o vzájemné pomoci, na jejímž základě bylo Litvě navráceno území Vilniusu s okolím a na litevském území rozmístěny jednotky Rudé armády, jejichž úkolem bylo bránit litevské území před agresory. Stalin však chtěl mít v Litvě prosovětskou vládu, a proto SSSR 14. června 1940 obvinil Litvu, že porušila smlouvu a zaslal litevské vládě ultimátum požadující vstup neupřesněného počtu sovětských vojáků na litevské území a vytvoření nové prosovětské vlády. Den poté vstoupily na litevské území další jednotky Rudé armády. Po volbách, jež se konaly již 14. a 15. července, se litevský národní sněm obrátil s prosbou na Nejvyšší soud SSSR a vyhlásil přičlenění Litvy k Sovětskému svazu. 7. září 1940 Stalin předal Litvě další území s městy Druskininkai a Šalčininkai, čímž Litva získala svoji moderní východní hranici.

## Litva jako součást Sovětského svazu (1940–1991)
Rozhodnutím Nejvyšší rady SSSR se 3. srpna 1940 Litva stala částí Sovětského svazu a změnila jméno na Litevskou socialistickou republiku. Na přelomu září a října 1940 byla provedena zemědělská reforma. Na jejím základě dostalo 75 000 bezzemků a malorolníků 30 hektarů půdy na rodinu. Všechny školy byly zestátněny. Počátkem roku 1941 vznikla Akademie věd Litevské socialistické republiky. Přesto, že mnoho obyvatel Litvy nesouhlasilo se ztrátou nezávislosti země, stalinský režim se rozšířil i do sousední Litvy. Nastolený režim začal pronásledovat tisíce Litevců, což vyústilo v první masovou deportaci ve dnech 14.–17. června 1941. Po prvním týdnu od začátku války v červnu 1941 byla Litva okupovaná německými nacistickými vojsky. Část litevského obyvatelstva podporovala front litevských aktivistů (zformovaných v Berlíně), kteří nejprve bojovali s Němci. V tomto období vznikla tzv. Litevská samospráva a litevské partyzánské hnutí začalo aktivně spolupracovat s Moskvou, která na základě spolupráce připojila 16. partyzánskou divizi ke svým vojákům bojujícím v Rudé armádě. Po osvobození Litvy od německých vojsk pokračovali zastánci obnovení nezávislosti litevského státu v ozbrojeném boji, který však byl v 50. letech 20. století potlačen.
Charakter agrární Litevské socialistické republiky se v 70. letech 20. století změnil na průmyslově-agrární republiku. Hlavními odvětvími průmyslu se stal strojírenský a kovozpracující průmysl, v počátcích svého vzniku byl chemický průmysl. Avšak ani potravinářský a lehký průmysl neztratil v zemi svůj význam. Vznikly nové průmyslové podniky – závod Baltia na výrobu lodí v Klaipėdě, závod na výrobu obrazovek Ekranas v městě Panevėžys či závod na výrobu televizorů v Šiauliai. Roku 1959 byla vybudována Kaunaská hydroelektrárna a v roce 1983 byl dokončen první blok Ignalinské jaderné elektrárny. Velké změny nastaly v zemědělství, kdy byla roku 1952 dokončena nucená kolektivizace. Proto se většina obyvatel na venkově stala členy kolchozů a sovchozů.
Státní zřízení Litevské socialistické republiky bylo stejné jako v ostatních socialistických zemích, které byly součástí Sovětského svazu. Zákony republiky odpovídaly zákonům SSSR. Litevská socialistická republika měla svoji ústavu (z let 1940 a 1978), podle které byla nejvyšším orgánem moci Nejvyšší rada Litevské socialistické republiky s počtem 350 poslanců. Stále činným orgánem bylo Prezidium Nejvyšší rady. Výkonnou moc v zemi představovala Rada ministrů Litevské socialistické republiky. Někteří poslanci byli součástí nejvyšších orgánů moci v SSSR a to v Radě svazu Nejvyšší rady SSSR (devět poslanců) a v Radě národů (32 poslanců).

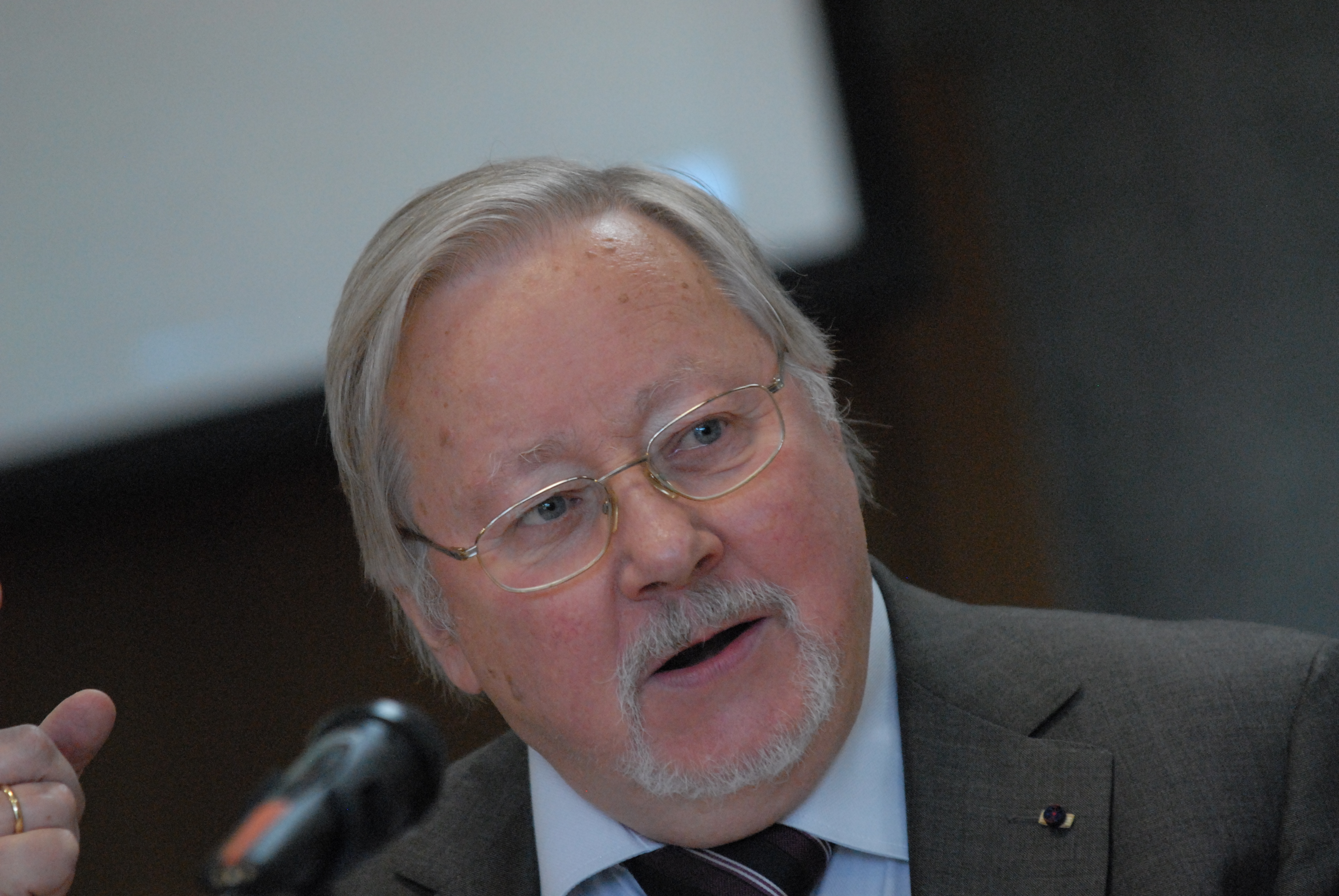
Vytautas Landsbergis

Kultura Litvy se v tomto období rozvíjela v relativně dobrých podmínkách. Litevské kino, fotografie, divadlo, architektura a folklór se staly světově známými.
Nová etapa národně osvoboditelského hnutí v Litvě se datuje do konce 80. let 20. století. V říjnu 1988 se konal sjezd litevského hnutí Sąjūdis, který se zasazoval o urychlení nezávislosti Litvy. V následujících volbách v roce 1990 zvítězili přívrženci nezávislosti země. Předsedou Rady Litevské socialistické republiky se stal Vytautas Landsbergis, předseda hnutí Sąjūdis. Litva nejprve přijala svoji původní vlajku a znak (místo vlajky a znaku vnucených SSSR) a následně 11. března 1990 parlament vyhlásil nezávislost Litevské republiky.
Obyvatelstvo Litvy přivítalo nezávislost s radostí, ale menšina Rusů žijících v Litvě ji odmítala. Taktéž Moskva prohlásila, že vyhlášení nezávislosti je neústavní a protiprávní a proto začala podnikat nepřátelské kroky vůči Litvě. Obsadila vzniklé pohraniční stanice, při čemž bylo zastřeleno několik litevských pohraničníků. Okolo parlamentu ve Vilniusu postavili vlastenci barikády. Litevci byli značně překvapení a zklamaní nepřicházejícím uznáním od západních států. Situace se vyhrotila po obsazení litevského televizního vysílače, kde došlo ke krvavým srážkám mezi federálními silami a Litevci. V těchto bojích o vysílač zahynulo 14 Litevců a desítky dalších bylo zraněno. Tento útok a obsazení vysílače 13. ledna 1991 přispěl k tomu, že Island 11. února 1991 jako první na světě uznal nezávislost nové Litevské republiky. Nedlouho poté jej následovalo Švédsko a další, hlavně severské státy.

## Současná Litva

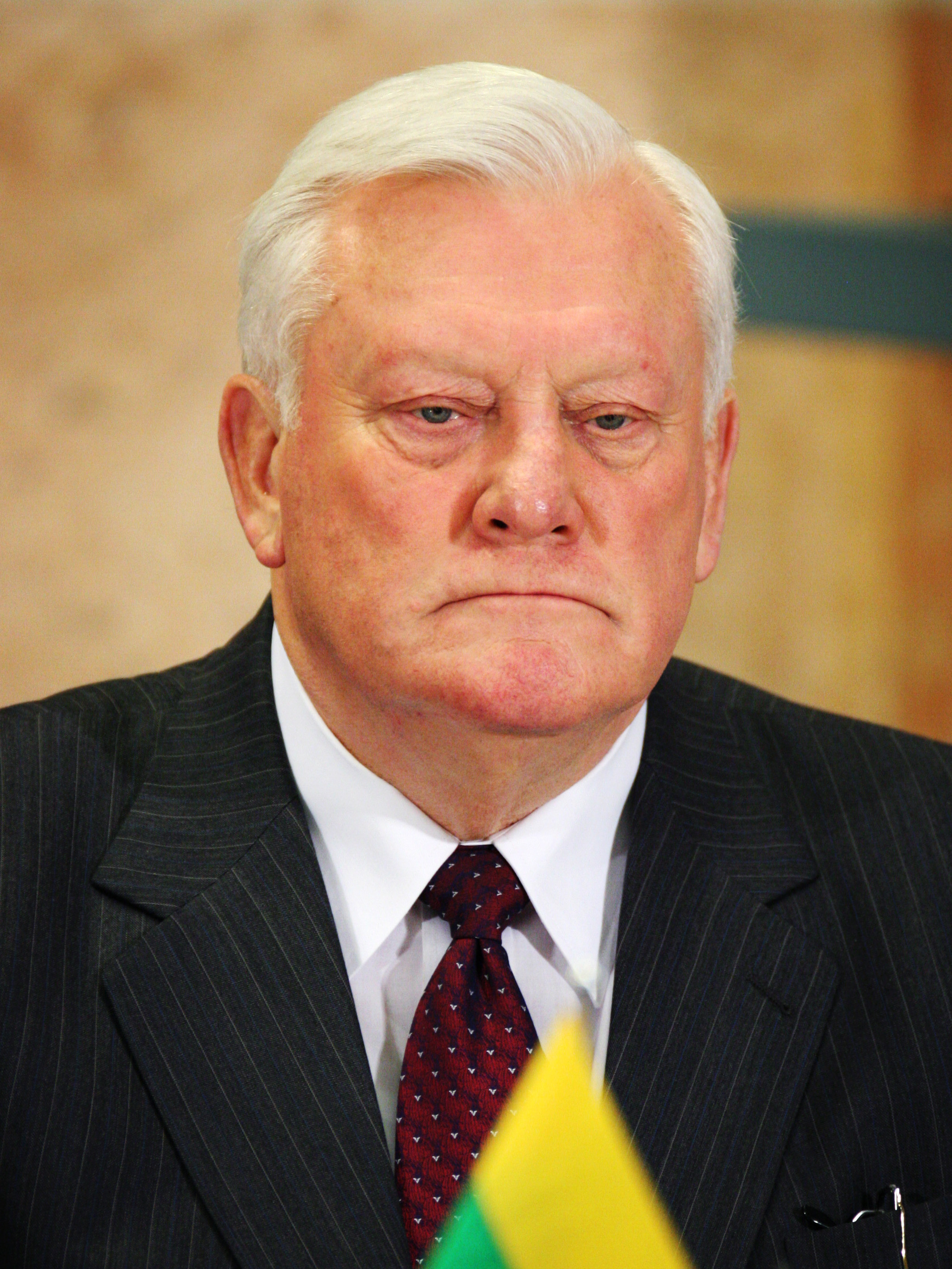
Algirdas Mykolas Brazauskas

### Nezávislost Litvy
Současná Litevská republika vznikla v roce 1990. 11. března téhož roku přijala Litva deklaraci nezávislosti jako první země v Sovětském svazu. Po získání nezávislosti v zemi proběhlo několik ekonomických reforem. Jejich základem byla privatizace v průmyslu a zemědělství. Proběhla liberalizace cen, byla založena litevská státní banka a vznikla nová litevská měna – litevský litas. Sovětský prezident Michail Sergejevič Gorbačov se v srpnu 1991 vyslovil pro uznání nezávislosti pobaltských republik. Koncepci nových vzájemných vztahů s Litvou dostal za úkol vypracovat Eduard Ševardnadze a 6. září téhož roku Sovětský svaz uznal litevskou nezávislost. 17. září 1991 pak byla Litva oficiálně přijata do Organizace spojených národů. V únoru 1992 oznámil ruský generál Valerij Morozov, pověřený stažením sovětských vojsk z Pobaltí, ministru obrany Audriusu Butkevičiusovi, že „odsun jednotek bývalé sovětské armády z Litvy byl zahájen 25. února 1992“, poslední ruské jednotky ale opustily Litvu až 31. srpna 1993.
Dne 25. října 1992 přijal litevský parlament Ústavu Litevské republiky, podle níž je Litva „nezávislá demokratická republika“. Prvním prezidentem Litvy se stal Algirdas Brazauskas (1993–1998). Ve volbách 1998 zvítězil americký státní občan s litevskými kořeny Valdas Adamkus, který zastával prezidentský úřad do roku 2003. Důvěru obyvatel Litvy získal znovu o rok později a prezidentem byl do roku 2009, kdy ho vystřídala Dalia Grybauskaitėová.

### NATO a Eurozóna
Dne 29. března 2004 vstoupila Litva do NATO. Tento krok přijalo s nadšením obyvatelstvo litevské národnosti, naopak ruská menšina byla proti. 1. května 2004 se Litva stala i členem Evropské unie. 1. ledna 2015 byl litevský litas nahrazen eurem a Litva se stala součástí eurozóny.